# Alliance des forces de progrès
Pour les articles homonymes, voir AFP (homonymie).
L’Alliance des forces de progrès (AFP) est un parti politique sénégalais, dirigé par Moustapha Niasse, administrateur civil, ancien ministre et Premier ministre.

## Histoire
L’AFP est issue d’une scission d’avec le Parti socialiste. Peu de temps avant les  élections présidentielles de février 2000, Moustapha Niasse décide de créer l'Alliance des forces de progrès en 1999. Le parti obtient sa reconnaissance légale le 13 août 1999. Il existe depuis près de 25 ans. 
Son fondateur, Moustapha Niasse, recueille 16,8 % des voix lors de l’élection présidentielle de 2000.
Aux élections législatives de 2001, l’AFP remporte 303 150 voix, soit 16,1 %, et obtient 11 sièges sur les 120 que comptait alors l’Assemblée nationale du Sénégal.
L’AFP est l’un des partis ayant choisi le boycott lors des élections législatives de 2007.

## Orientation
C’est un  parti de gauche.
L’AFP a comme objectifs explicites « la conquête du pouvoir par la voie du suffrage ; le développement du Sénégal aux plans culturel, économique et social ; l’intégration sous régionale et régionale en Afrique de l’Ouest et la construction de l’unité africaine ».

## Symboles
L'emblème de l'Alliance des forces de progrès est représenté par une conception graphique en deux couleurs (vert et bleu) faisant apparaître sur fond les initiales A.F.P ainsi qu'un rameau vert.

## Organisation
Son siège se trouve à Dakar.